# Heinz Gordon

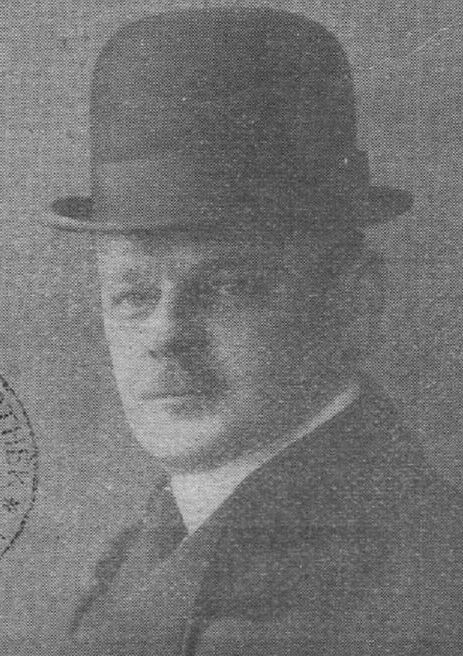
Heinz Gordon, um 1910

Heinz Gordon (* 17. Dezember 1871 in Tarnowitz, Oberschlesien, heute Polen; † 14. Juni 1944 im Ghetto Theresienstadt) war ein deutscher Schauspieler, Theaterregisseur, Drehbuchautor und Dramaturg. 

## Leben
Gordon begann seine Schauspielkarriere 1892 bei einer ostfriesischen Tourneebühne. Zunächst wurde er im Fach des jugendlichen Komikers eingesetzt. Es folgten Verpflichtungen nach Mülhausen, Neiße, Frankfurt (Oder), Zittau, Oldenburg und Köln. Zur Jahrhundertwende führte ihn ein zweijähriges Gastspiel ins amerikanische Milwaukee.
1902 erreichte Gordon Berlin, wohin ihn das Intime Theater verpflichtet hatte. Er blieb die folgenden Jahrzehnte in der Reichshauptstadt und machte sich einen Namen als Theaterschauspieler. Am Apollo-Theater wirkte er außerdem als Dramaturg. Lediglich zu Beginn der 1910er Jahre verließ Gordon Berlin, um einem Ruf nach Dresden zu folgen. Dort übernahm Heinz Gordon die Direktion des Central-Theaters und trat überdies als Oberregisseur in Erscheinung.
Bereits vor dem Ersten Weltkrieg knüpfte Gordon Kontakt zum Film. Lange Zeit blieb er hier nur sporadisch tätig und arbeitete dort als Schauspieler wie als Drehbuchautor. Infolge der Machtergreifung durch die Nationalsozialisten 1933 blieben dem Juden Heinz Gordon fortan alle künstlerischen Betätigungsfelder verwehrt. 1938 wurde er aus der Reichstheaterkammer ausgeschlossen. Gordon lebte weiterhin in Berlin, ehe er am 21. September 1942 zusammen mit seiner knapp drei Jahre älteren Frau Selma in das Ghetto Theresienstadt deportiert wurde. Seine Frau starb dort im November 1942, er 19 Monate später.

## Filme
als (Co-)Drehbuchautor, wenn nicht anders angegeben
- 1913: In Vertretung (auch Schauspieler)
- 1915: Wie werde ich Amanda los?
- 1917: Eine Walzernacht (nur Schauspieler)
- 1920: Es bleibt in der Familie
- 1920: S. M. der Reisende
- 1926: Die Boxerbraut
- 1926: In der Heimat, da gibt’s ein Wiedersehn!
- 1927: Gustav Mond … Du gehst so stille
- 1928: Don Juan in der Mädchenschule
- 1929: Peter, der Matrose
- 1930: Drei Tage Mittelarrest
- 1931: Zwei in einem Auto (nur Schauspieler)
- 1932: Eine Nacht im Paradies (nur Dialogregie)
- 1932: Das schöne Abenteuer (nur Schauspieler)
- 1932: Wie sag’ ich’s meinem Mann? (auch Schauspieler)
- 1933: Kind, ich freu’ mich auf Dein Kommen